# Lojze Kovačič
Lojze Kovačič (Bazel, 9 november 1928 – Ljubljana, 1 mei 2004) was een Sloveens schrijver.

## Leven
Kovačič werd geboren in het Zwitserse Bazel. Hij had een Sloveense vader en een Duitse moeder. Toen zijn patriottische vader het Zwitserse burgerschap weigerde werd hij met zijn familie verdreven uit Zwitserland in 1938. Ze gingen in Slovenië wonen, eerst op het platteland in Neder-Kranj en vervolgens in Ljubljana, net toen de Tweede Wereldoorlog uitbrak. Toen zijn vader in 1944 stierf was het Kovačičs taak om het gezin te onderhouden. Alleen al omdat ze half Duits waren werd de familie na de oorlog verdacht bevonden en de hele familie behalve Lojze zelf werd gedeporteerd. Lojze bleef in Ljubljana ondanks heel wat confrontaties met de autoriteiten. Hij studeerde Slavische en Germaanse talen aan de Universiteit van Ljubljana en werd kunst- en poppentheater-leraar. Van 1978 tot zijn pensionering in 1989 was hij ook betrokken bij literatuuronderwijs. Pas in de jaren 1970 kreeg hij enige literaire erkenning.

## Werk
Lojze Kovačič schreef verhalend proza, essays en verhalen voor kinderen. Zijn eerste werken hadden invloeden van het sociaal realisme maar rond 1950 raakte hij geïnteresseerd in het geestelijke en morele van het individu wat dichter bij het existentialisme en modernisme ligt. De kortverhalen Postkaarten uit Ljubljana (Ljubljanske razglednice) leidden tot felle ideologische bezwaren. Het schilderde de sociale, existentiële en morele nood van de kleine man in het naoorlogse Ljubljana.
Na 1954 keerde hij terug naar het motief van familie en jeugd, die hij opnam in het boek Sleutels van de stad (Ključi mesta). Daarna schreef hij De jongen en de dood (Deček in smrt), waarin hij vorm gaf aan zijn herinnering van zijn vaders dood in thema's van angst, dood en absurditeit. In diezelfde moderne stijl schreef hij ook Berichten in zijn slaap (Sporočila v spanju) en Werkelijkheid (Resničnost), waarin de symboliek van de existentiële fases van het leven verenigd werden met modernistische droombeelden. Zijn boek Migratie (Preseljevanja) is sterk autobiografisch en De werkplaats (Delavnica) is een mengsel van herinneringen aan zijn kindertijd en familie en van meditatie.
In 1980 bereikte hij een hoogtepunt met de romantische stukjes Autobiografie (avtobiografije), geschreven in verschillende stijlen en met verschillende technieken. Het boek Vijf fragmenten (Pet fragmentov) is een modernistische boodschap, geschreven in de derde persoon en gaat over het volwassene leven en erotische avonturen van het hoofdpersonage. In zijn boek Bazel: (derde fragment) (Basel: (tretji fragment)), keert de verteller zoals in het proza van Joyce en Proust terug naar "het spoor van de verloren tijd", naar de plaats waar hij zijn kindertijd doorbracht. Nieuwkomers (Prišleki) is een uitgebreide trilogie over jeugdervaringen voor, tijdens en de eerst jaren na de oorlog. Deze trilogie De nieuwkomers wordt vaak beschouwd als een van de belangrijkste Sloveense romans van de 20e eeuw. Het werd vertaald naar het Duits, Frans, Spaans en Nederlands.
Hij schreef een aantal teksten voor prentenboeken voor kinderen en werd als dé naoorlogse jeugdschrijver verkozen met zijn boek Verhalen uit de stad Rich-Rach (Zgodbe iz mesta Rič-Rač).
Hij ontving verschillende prijzen waaronder de Prešerenprijs in 1973 en de Kresnikprijs voor beste roman in 1991 en 2004.
Het werk Prišleki: pripoved (delen 1-2) werd door Roel Schuyt vertaald in het Nederlands (zie bronnen).

### Proza
- Ljubljanske razglednice (1954)
- Ključi mesta (1964)
- Deček in smrt (1968)
- Sporočila v spanju (1972)
- Preseljevanja (1974)
- Resničnost (1976)
- Pet fragmentov (1981)
- Prišleki: pripoved (Delen 1-2) (1984)
- Prišleki: pripoved (Deel 3) (1985)
- Sporočila iz sna in budnosti : opuskule (1987)
- Prah: dnevnik, zapažanja, reminiscence (1988)
- Basel: tretji fragment (1989)
- Kristalni čas (1990)
- Vzemljohod (1993)
- Zgodbe s panjskih končnic (1993)
- Otroške stvari (2003)
- Tri ljubezni (2004)

### Kinderverhalen
- Novoletna zgodba (1958)
- Zgodbe iz mesta Rič-Rač (1962)
- Fantek na oblaku ; Dva zmerjavca (1969)
- Potovanje za nosom (1972)
- Možiček med dimniki (1974)
- Najmočnejši fantek na svetu (1977)
- Rdeča kapica (1979)
- Dva zmerjalca (1979)
- Zgodba o levih in levčku (1983)
- Zgodbe iz mesta Rič - Rač in od drugod (1994)